# Епархия Монтелибано

Герб епархии Монтелибано

Епархия Монтелибано (лат. Dioecesis Monslibanensis) — епархия Римско-Католической церкви с центром в городе Монтелибано, Колумбия. Епархия Монтелибано входит в митрополию Картахены. Кафедральным собором епархии Монтелибано является церковь Святого Креста.

## История
12 июня 1924 года Римский папа Пий XI издал буллу «Christi Domini», которой учредил апостольскую префектуру Монтелибано, выделив её из архиепархии Картахены. 12 января 1931 года Римский папа Пий XI издал бреве «Constitutione Apostolica», которым переименовал апостольскую префектуру Монтелибано в апостольскую префектуру Сан-Хорхе.
10 марта 1950 года Римский папа Пий XII издал буллу «Si evangelicos», которой преобразовал апостольскую префектуру Сан-Хорхе в апостольский викариат.
20 ноября 1954 года апостольский викариат Сан-Хорхе передал часть своей территории для образования новой епархии Монтерии.
25 апреля 1964 года апостольский викариат Сан-Хорхе передал часть своей территории для образования новой епархии Синселехо. В этот же день Римский папа Павел VI издал буллу «Ex quo Deo», которой понизил статус апостольского викариата Сан-Хорхе до территориальной прелатуры с наименованием «Альто-Сину». Территориальной прелатуре Альто-Сину была передана часть территории архиепархии Картахены.
29 декабря 1998 года римский папа Иоанн Павел II издал буллу «Ministerium totius», которой преобразовал территориальную прелатуру Альто-Сину в епархию Монтелибано.

## Ординарии епархии
- епископ Marcelino Lardizábal Aguirrebengoa I.E.M.E. (4.03.1925 — 1949);
- епископ Francisco Santos Santiago P.I.M.E.[1] (12.03.1950 — 25.12.1957);
- епископ José Lecuona Labandibar I.E.M.E. (4.07.1958 — 20.10.1959);
- епископ Eloy Tato Losada I.E.M.E. (3.05.1960 — 25.04.1969) — назначен епископом Маганге;
- епископ Alfonso Sánchez Peña C.M.F. (28.07.1969 — 16.02.1989);
- епископ Flavio Calle Zapata (16.02.1989 — 16.02.1993) — назначен епископом Сонсон-Рионегро;
- епископ Julio César Vidal Ortiz (16.12.1993 — 31.10.2001) — назначен епископом Монтерии;
- епископ Edgar de Jesús García Gil (28.10.2002 — 24.05.2010) — назначен епископом Пальмиры;
- епископ Луис Хосе Руэда Апарисио (2.02.2012 — 19.05.2018) — назначен архиепикопом Попаяна);
  - епископ Ramón Alberto Rolón Güepsa (7.07.2018 — 4.03.2020) (апостольский администратор);
- епископ Farly Yovany Gil Betancur (4.03.2020 — по настоящее время).

## Источник
- Annuario Pontificio, Libreria Editrice Vaticana, Città del Vaticano, 2003, ISBN 88-209-7422-3
- Bolla Christi Domini, AAS 17 (1925), стр. 5  (лат.)
- Бреве Constitutione Apostolica, AAS 24 (1932), стр. 39  (лат.)
- Bolla Si evangelicos, AAS 42 (1950), стр. 542  (лат.)
- Булла Ex quo Deo  (лат.)
- Булла Ministerium totius  (лат.)